# Ghiacciaio Cosmonaut
Il ghiacciaio Cosmonaut è un ghiacciaio lungo circa 28 km situato nella parte nord-occidentale della Dipendenza di Ross, nell'Antartide orientale. Il ghiacciaio, il cui punto più alto si trova a circa 2200 m s.l.m., si trova sulla costa di Borchgrevink, nella parte settentrionale dei monti Southern Cross, dove fluisce verso est-nord-est a partire dai fianchi delle cime Stewart, scorrendo tra il versante meridionale della dorsale Arrowhead e quello settentrionale dei picchi Daughtery, fino a unire il proprio flusso a quello del ghiacciaio Aviator, a nord della scogliera Eldridge.

## Storia
Il ghiacciaio Cosmonaut (ossia "cosmonauta" in inglese) è stato così battezzato dai membri del reparto settentrionale della spedizione neozelandese di ricognizione geologica antartica svolta nel 1962-63, in associazione con i nomi del ghiacciaio Aviator ("aviatore") e del ghiacciaio Astronaut ("astronauta").